# Stane Mihelič
Stane Mihelič, slovenski pedagog, * 3. februar 1906, Virmaše, † 11. marec 2005, Ljubljana.
V matični knjigi župnije Stare Loke je vpisan kot Stanislav Mihelič. Oče mu je bil železniški delavec Franc, mati mu je bila Jožefa (roj. Novinec). Bil je brat slikarja Franceta Miheliča in arhitekta Milana Miheliča. Mihelič je leta 1934 diplomiral iz slavistike na ljubljanski Filozofski fakulteti. Po končanem študiju je poučeval na gimnazijah v Ljubljani in Mariboru. Po koncu vojne je delal na ministrstvu za prosveto oziroma republiškem sekretariatu za šolstvo ter predaval o metodiki slovenskega jezika na FF v Ljubljani. Od leta 1964 do 1971 je bil republiški svetovalec za šole s slovenskim učnim programom na Tržaškem. S sodelavci  je pripravil slovensko berilo za 5. do 8. razred za slovenske šole v Trstu. Uredil je berila iz slovenske in svetovne književnosti, pisal članke o učbenikih in pouku slovenščine, organiziral seminarje in predavanja za tržaške učitelje.
Mihelič pa je pisal tudi o čebelarstvu in med drugim objavil knjigo Anton Janša - slovenski čebelar (1934).